# Resolución Vandenberg
La resolución Vandenberg fue aprobada por el Senado de los Estados Unidos como Resolución 239, en el 80.º Congreso de los Estados Unidos, en su Segunda Sesión, en junio de 1948. Fue propuesta por el senador Arthur Vandenberg, por lo que se la renombró en su honor.
Las negociaciones sobre la naturaleza y grado de involucración de Estados Unidos en la defensa de los miembros de la OTAN eran complicadas por la controversia surgida de la voluntad por parte de los aliados de una intervención americana inmediata en caso de un ataque soviético y la insistencia del Senado de Estados Unidos en que sus prerrogativas constitutionales debían ser preservadas, especialmente el poder de decisión en lo que a declaraciones de guerra se refiere. Los oficiales del Departamento de Estado, después de haber llegado a la posición común de apoyo a la idea del tratado, aprobaron un texto que satisfacía de la misma forma tanto a los aliados europeos como a las políticas de los Estados Unidos, que, a partir de las elecciones de 1948, jugaban un papel importante en las negociaciones internacionales y del Congreso.
El debate sobre la seguridad colectiva en Europa fue llevado a cabo entre abril y junio de 1948. Las conversaciones reflejaron la futura victoria del partido Republicano en las elecciones presidenciales de noviembre. El senador republicano Arthur H. Vandenberg, Presidente del Comité de Relaciones Exteriores y Presidente Pro Tempore del Senado, tuvo especial relevancia en el debate para la nominación del candidato por el Partido Republicano a las elecciones presidenciales. En conversaciones privadas con el Secretario de Estado Marshall y el Subsecretario Lovett, Vandenberg se mostró de acuerdo con la idea de la OTAN y aceptó apoyarla en el Senado solo si se negociaba antes de las elecciones y la Carta de las Naciones Unidas fuese afirmada claramente y se dejase constancia de que el tratado no la contradecía.
El papel de las relaciones personales en la política exterior fue manifestado por las discusiones a nivel informal entre Lovett y Vandenberg. El senador, ferviente internacionalista, era consciente de las realidades políticas del país, que evidenció ante el subsecretario y la administración de Truman. En una reunión el 11 de abril, Lovett concentró las ideas de Vandenberg en varios temas clave, incluyendo el tipo de ayuda que el Congreso aprobaría; la forma del pacto, especialmente la voluntad del Senado de aprobar una versión modificada del Tratado de Río pero referente a Europa; el papel de las Naciones Unidas en las políticas de seguridad colectivas; y la puesta a punto legislativa necesaria para la final conclusión de un acuerdo a largo plazo con Europa en un tema referente a la seguridad. Una semana más tarde, Vandenberg y Lovett ya trabajaban en la forma exacta que tendría la resolución que elminaría cualquier dificultad legislativa del acuerdo.
El 11 de mayo Vandenberg presentó la resolución que había esbozado conjuntamente con Lovett ante el Comité de Relaciones Exteriores del Senado, que la aprobó. El 11 de junio, Vandenberg la presentó en el Senado, donde se aprobó por una mayoría de 64 votos a 6, aconsejando al Presidente que permitiese que los Estados Unidos alcanzasen acuerdos de defensa colectiva, para así aumentar la seguridad del mundo libre. El párrafo 3 de la resolución hacía referencia a los temas de asistencia militar.
La resolución Vandenberg fue la acción que abrió el camino a la negociación del Tratado del Atlántico Norte. Aunque está claro que el concepto de una alianza así surgió durante las Conversaciones del Pentágono en Washington en marzo, la incorporación americana hubiese sido difícil sin la actuación del Senado.
El texto de la resolución puede encontrarse en Wikisource.
- Datos: Q7914401